# Saint-Brieuc
Saint-Brieuc (Bretons: Sant-Brieg) is een gemeente in het Franse departement Côtes-d'Armor, in de regio Bretagne. De gemeente telde 44.607 inwoners op 1 januari 2022. De plaats maakt deel uit van het arrondissement Saint-Brieuc. De stad ligt aan Het Kanaal, aan de monding van de Gouët. Saint-Brieuc is de hoofdplaats van het departement Côtes-d'Armor.
In de gemeente ligt spoorwegstation Saint-Brieuc.

## Geschiedenis
Volgende legende werd Saint-Brieuc gesticht in de 6e eeuw door een Britse monnik. Brieuc en zijn gezellen stichtten een klooster langs de rivier Gouët. In 848 werd Saint-Brieuc een bisdom. In de 12e eeuw werd begonnen met de bouw van de huidige kathedraal. Deze werd verwoest door een brand in 1355 en heropgebouwd. Het ging om een versterkte kerk waar de inwoners konden schuilen voor oorlogsgeweld. In 1340 werd een eerste brug over de Gouédic gebouwd. Na de Hugenotenoorlogen werd in 1598 beslist om het kasteel van Saint-Brieuc af te breken. De Tour de Cesson is een overblijfsel van dit kasteel. In de 17e eeuw werd de stad uitgebouwd tot een vestingstad. De Staten van Bretagne zetelden tussen 1602 en 1768 regelmatig in Saint-Brieuc. Vanaf de 17e eeuw voeren vissersschepen uit de haven van Le Légué naar Newfoundland. Het was ook een handelshaven waar schepen vertrokken naar Normandië en de Britse eilanden.
In 1792 werden de gemeente Cesson (aan de rechteroever van de Gouédic) en een deel van Trégueux bij Saint-Brieuc gevoegd. In de 19e eeuw werd de haven van Le Légué uitgebouwd bij de monding van de Gouët en werd het spoorwegstation geopend (1863).

### Taal
Tot 1200 werd in de streek Bretons gesproken. Daarna nam het Gallo de overhand, zeker op het platteland terwijl in de stad ook het Frans zijn intrede deed. De edelen en bisschoppen die heersten over Saint-Brieuc waren al tegen het einde van de 13e eeuw Franstalig. Toch bleef ook het Bretons gesproken door een deel van de bevolking, mede door inwijking uit andere delen van Bretagne. Na de jaren 1950 werden het Bretons en het Gallo verdrongen door het Frans.

## Bezienswaardigheden
- De kathedraal Saint-Etienne, gebouwd tussen de 12e en de 18e eeuw
- De oude wijk rond de kathedraal met huizen uit de 14e en 15e eeuw
- Het Musée d'art et d'histoire de Saint-Brieuc, een museum over de geschiedenis van de streek

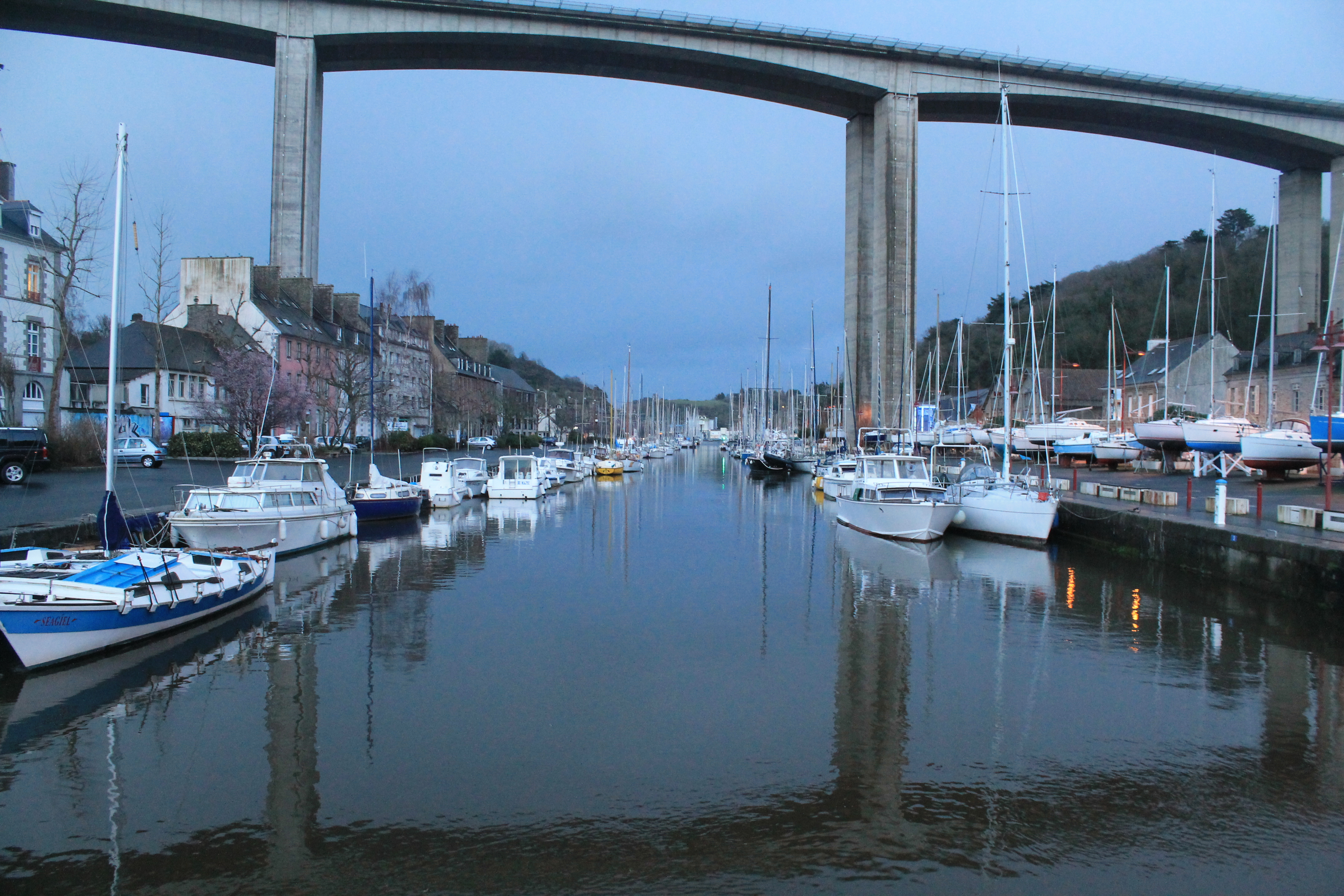
Haven van Le Légué
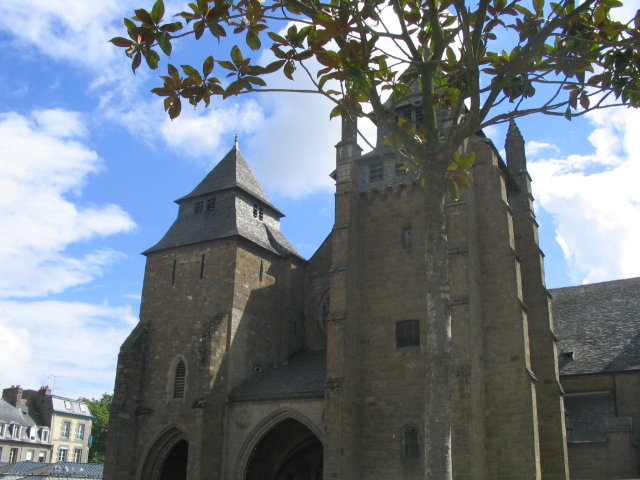
De kathedraal
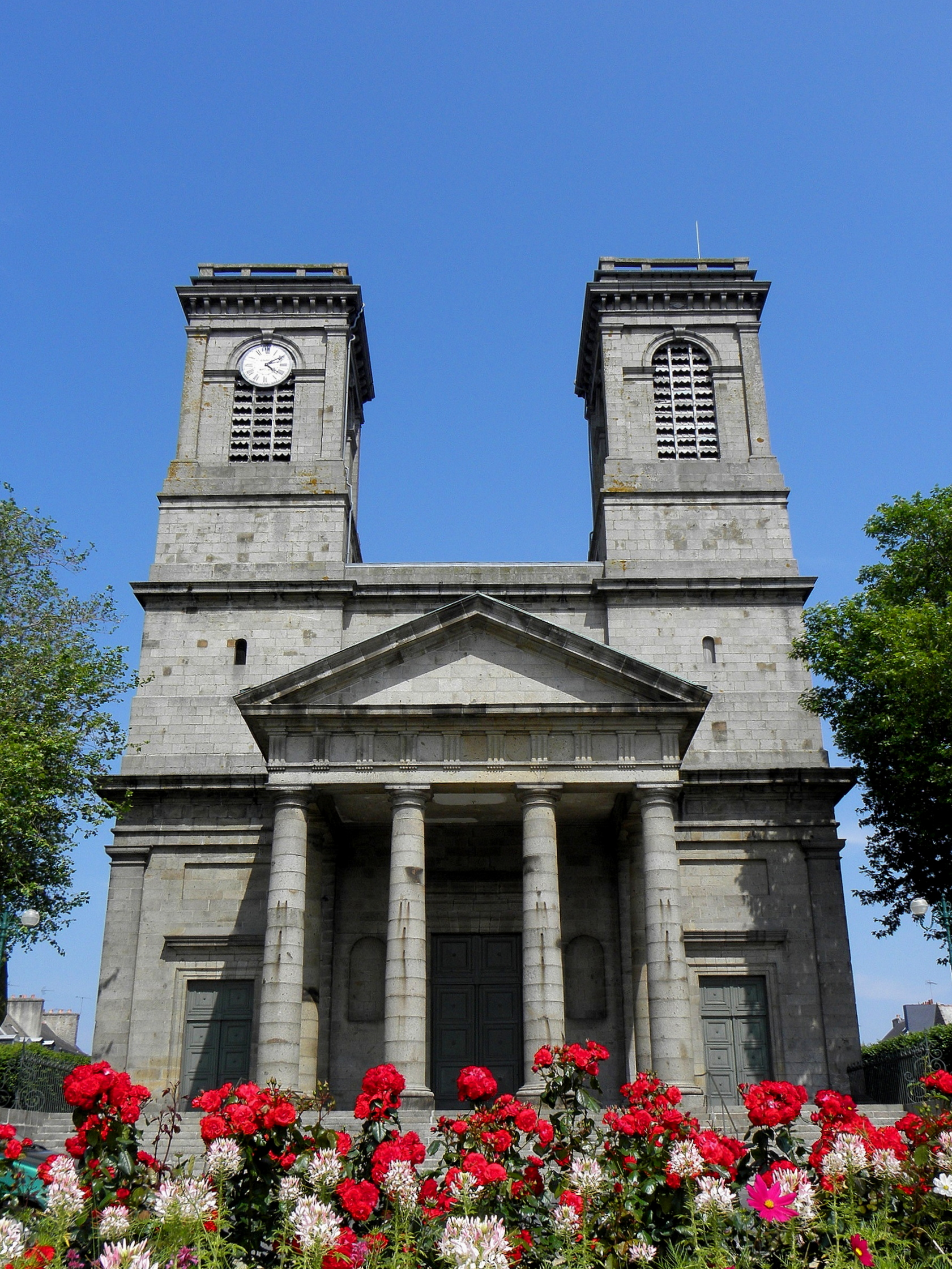
Kerk Saint-Michel
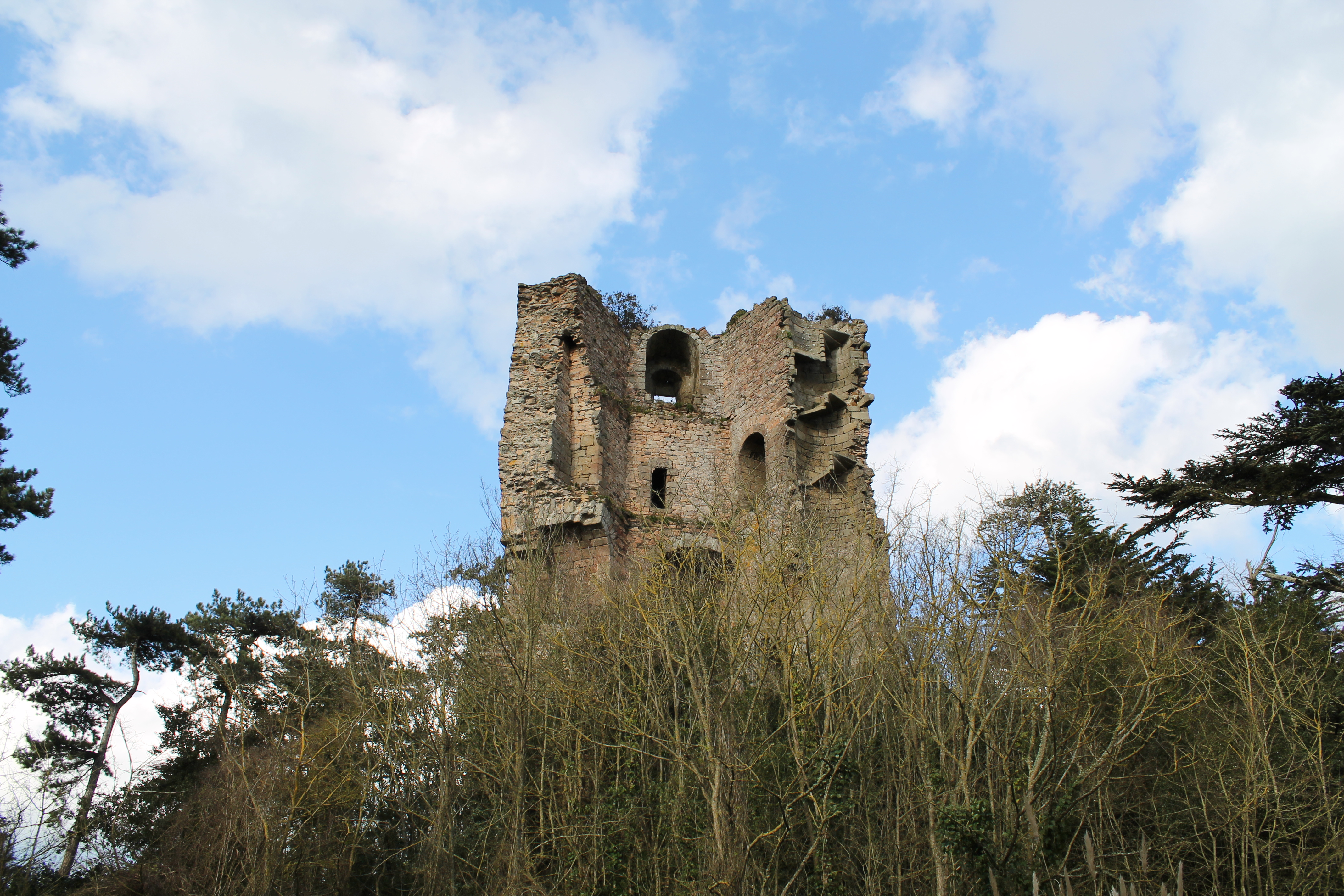
Tour de Cesson
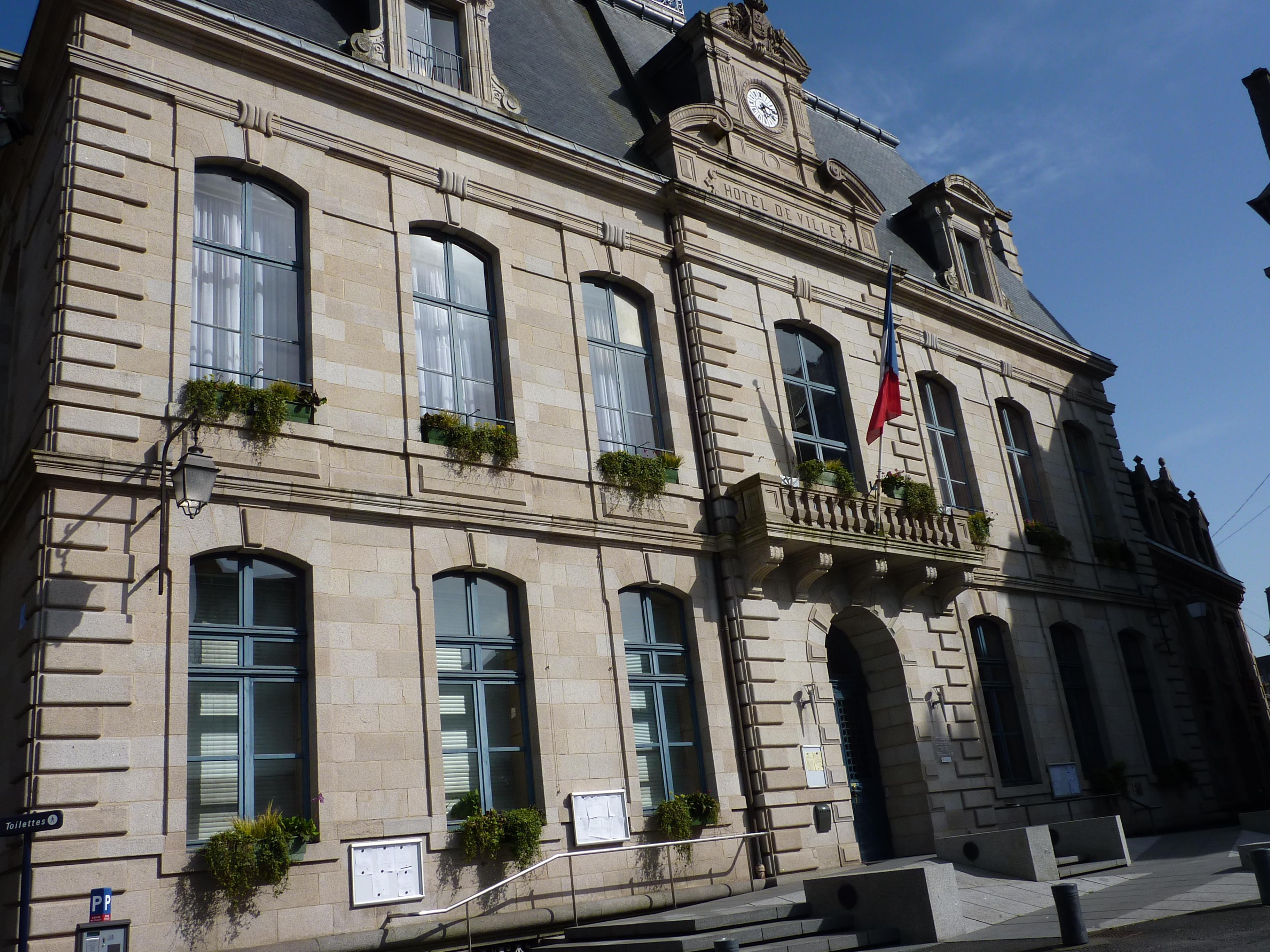
Stadhuis
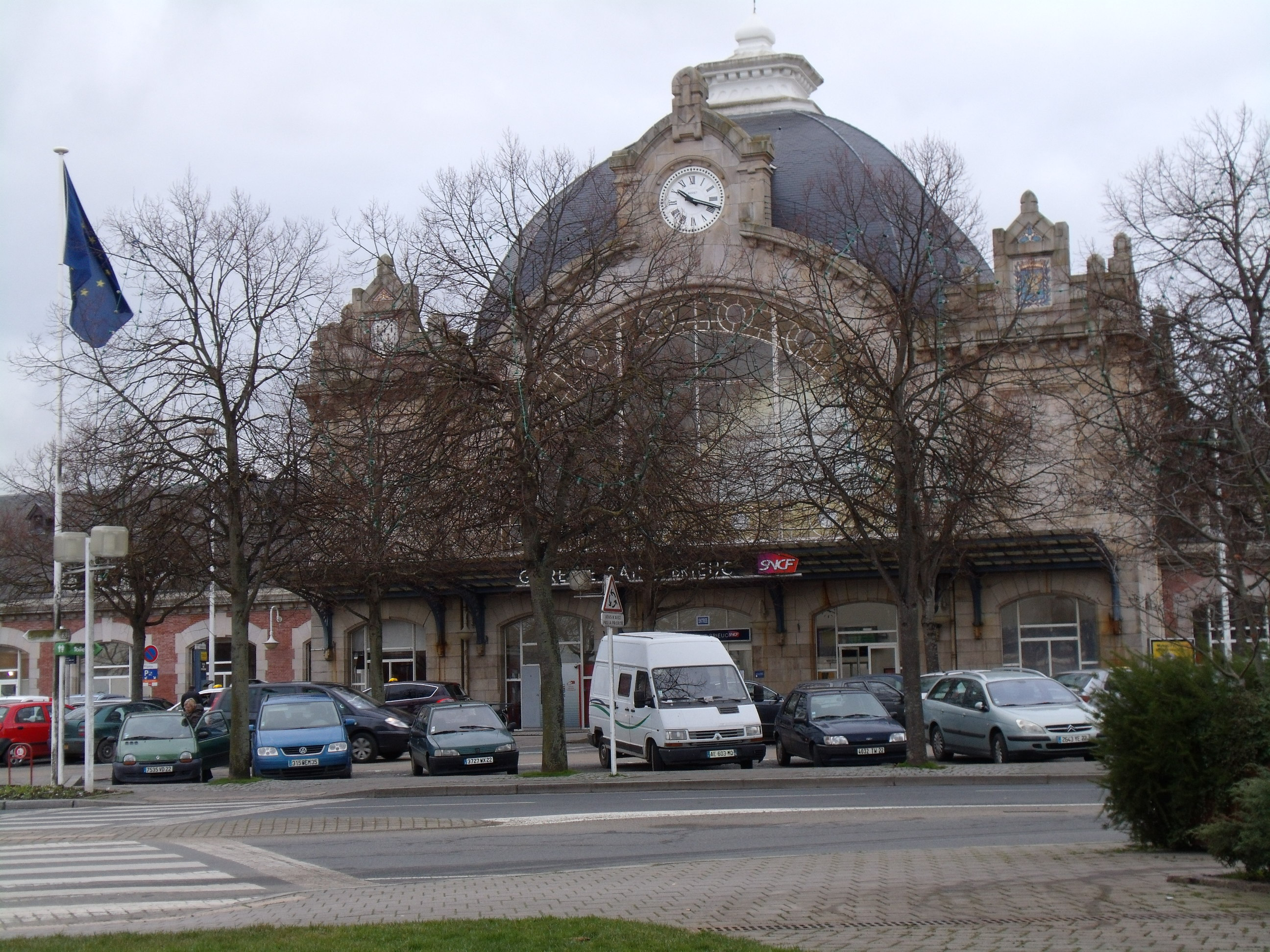
Station
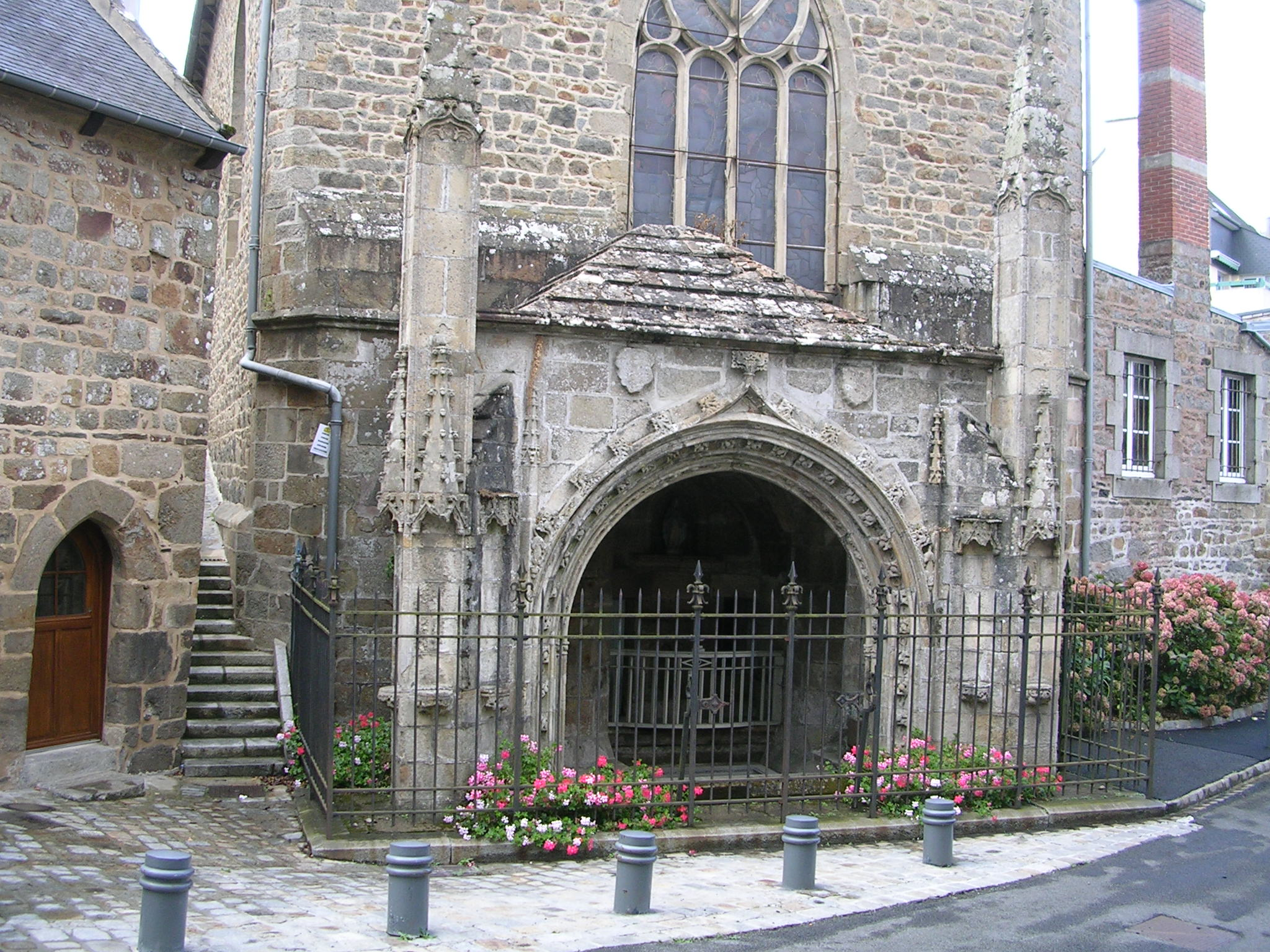
Fontaine Saint-Brieuc

## Geografie
De oppervlakte van Saint-Brieuc bedroeg op 1 januari 2022 21,88 vierkante kilometer; de bevolkingsdichtheid was toen 2.038,7 inwoners per km².
De gemeente ligt aan de Baai van Saint-Brieuc, een kust met sterke getijdenwerking. Het stadscentrum ligt op 3 km van de kust. De gemeente omspant de valleien van drie rivieren, Gouédic, Gouët en Douvenant.
De onderstaande kaart toont de ligging van Saint-Brieuc met de belangrijkste infrastructuur en aangrenzende gemeenten.

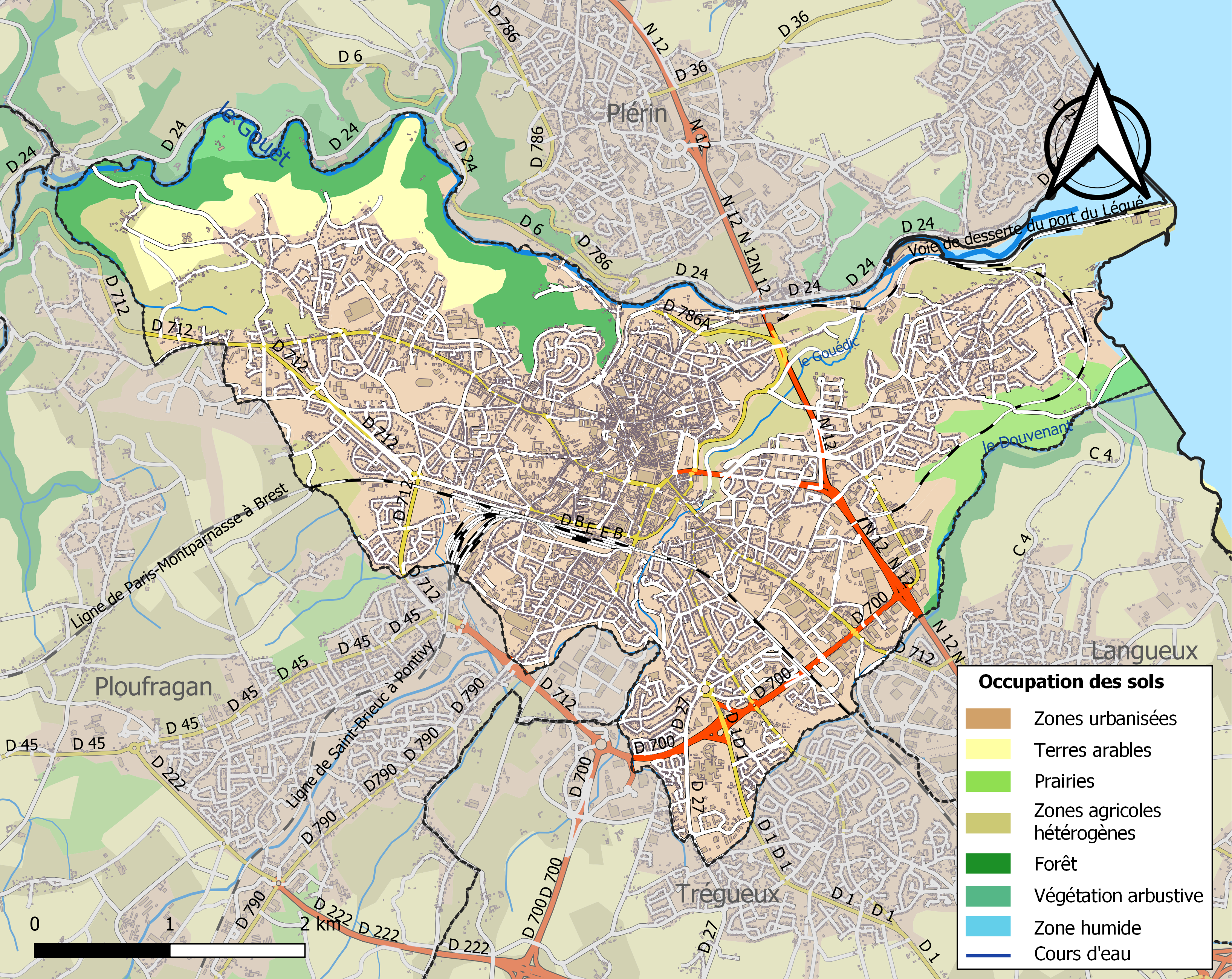

## Demografie
Onderstaande figuur toont het verloop van het inwonertal in Saint-Brieuc

## Sport
Saint-Brieuc was elf keer etappeplaats in de wielerkoers Ronde van Frankrijk. De Zwitser Ferdy Kübler won er twee keer. In 1995 startte de Ronde van Frankrijk in Saint-Brieuc en won Fransman Jacky Durand de proloog. De Noor Thor Hushovd was in 2008 de voorlopig laatste ritwinnaar in Saint-Brieuc.

## Geboren in Saint-Brieuc
- Auguste Villiers de L'Isle-Adam (1838-1889), schrijver
- Louis Auguste Harel de La Noë (1852-1931), ingenieur
- Louis Guilloux (1899-1980), schrijver
- Jean Jourden (1942-2024), wielrenner
- Hervé Hamon (1946), schrijver
- Patrick Dewaere (1947-1982), acteur
- Jean-Pierre Lecaudey (1962), organist en pianist
- Dominique Rault (1971), wielrenner
- Sébastien Hinault (1974), wielrenner
- Anthony Morin (1974), wielrenner
- Benoît Poilvet (1976), wielrenner
- David Le Lay (1979), wielrenner
- Julien Féret (1982), voetballer
- Laëtitia Le Corguille (1986), BMX-ster
- Julie Bresset (1989), moutainbikester
- Kévin Théophile-Catherine (1989), voetballer
- Thibault Ferasse (1994), wielrenner
- Élie Gesbert (1995), wielrenner
- Alexis Renard (1999), wielrenner
- Mathis Le Berre (2001), wielrenner

## Stedenband
- Limbe (Kameroen)